# Innocenci XII
Innocenci XII (Spinazzola, Regne de les Dues Sicílies 1615 - Roma, Estats Pontificis 1700) va ser Papa de l'església catòlica des del 12 de juliol de 1691.
Nascut amb el nom d'Antonio Pignatelli, va pertànyer a una família aristocràtica de Sicília i va estar proper als seus antecessors, a qui va ajudar amb feines diplomàtiques i de gestió. Va condemnar la pràctica d'afavorir els parents des de la jerarquia del clergat, així com la simonia. Va reconciliar-se amb França, allunyant-se de la política exterior papal de dècades.